# Arkadi Volodos
Arkadi Arkadjevitsj Volodos (Russisch: Аркáдий Аркáдьевич Володóсь) (Leningrad, 24 februari 1972) is een Russisch pianist. Volodos is bekend vanwege zijn zeer hoge pianistische beheersing van het instrument, en de hoog-virtuoze wijze waarop hij het meest ingewikkelde repertoire ten gehore weet te brengen. Met name zijn vertolkingen van werken van Rachmaninoff, Liszt en zijn opnamen van transcripties van Vladimir Horowitz worden geprezen.

## Biografie
Volodos begon zijn muziekopleiding met zangstudie, en had als voorbeeld daarbij zijn ouders, die beiden zangers waren. Later verschoof zijn aandacht naar het dirigeren toen hij studeerde aan de Capilla M. Glinka School en het Conservatorium van Sint Petersburg. Hoewel Volodos reeds vanaf zijn achtste piano speelde, startte hij pas in 1987 een serieuze pianostudie aan het conservatorium in zijn geboorteplaats. Zijn leraar daar was Leonid Sintsev. Zijn echte beroepsopleiding ontving hij aan het Conservatorium van Moskou onder Galina Egiazarova. Volodos studeerde ook in Parijs bij Jacques Rouvier en in Madrid bij Dimitri Bashkirow.
Ondanks de relatief korte opleidingstijd ontwikkelde Volodos al snel een zodanig niveau dat hij zich met de groten der aarde kon meten. Thomas Frost, die veel van Horowitz' opnamen verzorgd had en ook Volodos zelf opnam op Sony Classical, zei over Volodos dat hij "alles heeft: verbeelding, kleur, passie en een fenomenale techniek om zijn ideeën gestalte te geven."
Volodos ontving de Duitse "ECHO Klassik"-prijs als beste instrumentalist van 2003.

## Transcripties
Volodos wordt gezien als een hedendaagse Horowitz, door zijn technisch kunnen en zijn vertolkingen van notoir moeilijke pianostukken en arrangementen. Een bijzonder voorbeeld is zijn transcriptie van Mozarts Rondo Alla Turca, waarin hij parafraseert en de melodie speels voorziet van schijnbaar onmogelijk speelbare tegenstemmen, akkoorden en passages. Een andere opvallende transcriptie is de Polka Italienne van Rachmaninof (wat oorspronkelijk een pianoduet was). Dit soort stukken worden regelmatig als encore bij concerten gespeeld door Volodos. Volodos wordt ook gezien als degene die Horowitz' transcripties van Georges Bizets Carmen nieuw leven in heeft geblazen alsook diens bewerking van Liszts Hongaarse Rhapsodieën nrs. 2 en 15 (de "Rákóczi Mars").

## Opnamen
- Volodos: Piano Transcriptions (1997)
- Volodos, Live at Carnegie Hall (opgenomen op 21 oktober 1998, uitgebracht in 1999)
- Rachmaninoff - Piano Concerto No. 3 & Solo Piano Works (2000)
- Schubert - Piano Sonatas (2002)
- Tchaikovsky - Piano Concerto No. 1 / Rachmaninoff - Solo Piano Works (2003)
- Volodos plays Liszt (2007)
- Volodos in Vienna (2010) Recorded live on march 1, 2009 werken van Skryabin, Ravel, Schumann en Liszt. Uit op SACD, dvd en BLU-RAY.
- Volodos plays Mompou (2013)